# Neva Have 2 Worry
Singles de Snoop Dogg
Sexual Eruption
(2008) Life of da Party
(2008)
Neva Have 2 Worry est le deuxième single de l'album Ego Trippin' de Snoop Dogg. Sur le titre Snoop Dogg est accompagné de Uncle Chucc au refrain.

## Vidéo clip
Le clip a été réalisé par Rik Cordero.